# Kuhmalax kyrka
Kuhmalax kyrka är en kyrka i Kuhmalax i Finland. Den planerades av Ernst Lohrmann och blev klar 1864. Kyrkans första orglar byggdes av Bror Axel Thulé 1884. Kyrkan byggdes efter att Kuhmalax tidigare kyrka, från 1640, hade visat sig vara för trång.